# Longphort
Un longphort désigne, en Irlande, une forteresse viking côtière, formée par un enclos à bateau. Les longphorts furent ainsi utilisés pour effectuer des raids et des pillages en Irlande, notamment vers 830.
C’est à partir de 841 que l’on trouve des références aux longphort pour désigner ceux de Linn Duachaill, près du village d'Annagassan, et de Dublin. On peut aujourd’hui penser que les vikings ont hiverné sur le site de Dublin en 840-841. La localisation exacte du longphort de Dublin est toujours inconnue et fortement débattue. De nouveaux établissements de ce type sont aussi décrits à Waterford en 914 et à Limerick en 922.